# Битва при Барбалиссе
Битва при Барбалиссе — сражение между римлянами и персами, которое произошло в 253 году.

## Битва
Поводом к битве, вероятно, послужило несоблюдение границ Римской империи персидским царем Шапуром I, который несмотря на договор с Римом вмешался в политику Армении и начал опустошать восточные провинции. Император Требониан Галл сосредоточил войска на границе Евфрата для атаки империи Сасанидов, но он был убит, и императором стал Валериан. В 253 году Шапур повторно напал на Месопотамию. У Барбалисса встретились две армии: римская и персидская. Битва окончилась поражением римлян. Это поражение привело к захвату Антиохии в 256 году.